# ホセ・テロン
ホセ・テロン・ペニャランダ（José Terrón Peñaranda、1939年7月5日 - 2019年5月12日）は、スペインの俳優である。

## 人物
マドリード出身。スタントマン出身であり、主に1960年代半ばからのマカロニ・ウエスタンに多く出演した。特にセルジオ・レオーネ監督の『夕陽のガンマン』（1965年）に於けるリー・ヴァン・クリーフ演じるモーティマー大佐に最初に撃たれる賞金首ガイキャロウェイ、セルジオ・コルブッチ監督の『続・荒野の用心棒』（1966年）でフランコ・ネロ演じるジャンゴに撃たれる残忍なリンゴー役がベスト・パフォーマンスとして記憶される。ほかに『続・夕陽のガンマン』（1966年）のトーマス・"ショーティ"・ラーソンがある。
容姿の特徴として、やや細面で歯並びが悪く、歯茎剥き出しの強烈な面相で印象を残す。他には米国の製作者であるサミュエル・ブロンストンがスペインのマドリード近郊で製作した大作『エル・シド』（1961年）や『ローマ帝国の滅亡』（1964年）、『サーカスの世界』（1964）にも端役出演し、アンダルシア等でロケされた米国や英国資本の西部劇にも顔を出し、エドワード・ドミトリク監督、ショーン・コネリー、ブリジット・バルドー等のスター競演の『シャラコ』（1968年）にもインディアン役で出演している。
その後は『デザーター/特攻騎兵隊』（1970年）等スペインで撮影されたマカロニ・ウエスタンやアクション映画の脇役として活動したが、2019年5月12日にベニドルムで79歳で病気で亡くなった 。

## フィルモグラフィー
- 『エル・シド』（1961年）（クレジット無し）（ベストロン/ポニーから発売済み、日本クラウンから再発売済み）
- 『ローマ帝国の滅亡』（1964年）（クレジット無し）（ベストロン/ポニーから発売済み、大陸書房から再発売済み、日本クラウンから再々発売済み）
- 『サーカスの世界』（1964年）（クレジット無し）（大陸書房から発売済み）
- 『夕陽のガンマン』（1965年）（クレジット無し）（タイム/ワーナーから発売済み）
- 『続・荒野の用心棒』（1966年）（日本コロムビアから発売済み、バンダイから再発売済み）-傷跡のあるクランメンバー、リンゴー
- 『南から来た用心棒』（1966年）（クレジット無し）（東芝映像から発売済み）
- 『さすらいのガンマン』（1966年）（パワースポーツから発売済み）兵士
- 『続・夕陽のガンマン/地獄の決闘』（1966年）（クレジット無し）（タイム/ワーナーから発売済み）as Thomas'Shorty 'Larson
- 『新・夕陽のガンマン/復讐の旅』（1967）（クレジット無し）（タイム/ワーナーから発売済み）
- 神は許します。 。 。私はしません！ （1967年/未/韓国DVD）「フラットフェイス」として-サンアントニオヘンチマン
- 『情無用のならず者』（1967年）
- 『西部の無頼人』（1968年/未/テレビ放映/DVD）（クレジット無し）-サルーンで飲むカウボーイ
- 『シャラコ』（1968年）（キング・ビデオ/東北新社から発売済み）インディアン
- 『ホワイト・コマンチ』（1968年/未ソフト化）（DVD＝ワーナー・アーカイブ（米））コマンチェ/タウンズマン
- 『アヴェ・マリアのガンマン』（1969年/未/DVD）フランシスコの子分
- 『デザーター/特攻騎兵隊』（1971年）（輸入ビデオ＝アニマルファーム）アパッチ